# Huso
A Huso a csontos halak (Osteichthyes) főosztályának sugarasúszójú halak (Actinopterygii) osztályába, ezen belül a tokalakúak (Acipenseriformes) rendjébe és a valódi tokfélék (Acipenseridae) családjába tartozó nem.

## Tudnivalók
A Huso-fajok eurázsiai elterjedésűek. Túlhalászásuk miatt, e halnem mindkét faja súlyosan veszélyeztetett. A legújabb kutatások és adatok szerint, a Huso halnem polifiletikus, azaz hasonló jellemvonásain alapuló csoportot, amely több ősre vezethető vissza, tagjainak hasonló tulajdonságai egymástól teljesen függetlenül jöttek létre – párhuzamos evolúció vagy konvergens evolúció során; emiatt a közeljövőben a Huso nemet, talán bevonják az Acipenser toknembe.

## Rendszerezés
A nembe az alábbi 2 faj tartozik:
- szibériai viza (Huso dauricus) (Georgi, 1775)
- viza (Huso huso) (Linnaeus, 1758) - típusfaj

### Fordítás
- Ez a szócikk részben vagy egészben  a   Huso című angol Wikipédia-szócikk ezen változatának fordításán alapul.  Az eredeti cikk szerkesztőit annak laptörténete sorolja fel. Ez a jelzés csupán a megfogalmazás eredetét és a szerzői jogokat jelzi, nem szolgál a cikkben szereplő információk forrásmegjelöléseként.